# Oxtjärnarna, Dalarna
Oxtjärnarna är en sjö i Gagnefs kommun i Dalarna och ingår i Norrströms huvudavrinningsområde.